# Edith Stenfelt
Edith Alma Nathalia Stenfelt, född Ljunggren den 23 december 1859 i Eksjö, död den 6 februari 1926 i Hedvig Eleonora församling i Stockholm, var en svensk operettsångerska.

## Biografi
Edith Ljunggren var elev vid Musikkonservatoriet i Stockholm 1875–1879. Hon debuterade på Nya Teatern i Stockholm 1879 och var engagerad där fram till 1882. Därefter var hon vid Mindre teatern i Stockholm 1882–1884, vid Stora teatern i Göteborg 1884–1886, Svenska teatern i Stockholm 1886–1889, Svenska Teatern i Helsingfors 1889–1890, Vasateatern i Stockholm 1890–1891, hos Frithiof Carlberg 1891–1892, hos Albert Ranft 1892–1894 och vid olika landsortsturnéer.
Bland hennes roller märks Rose Friquet i Villars dragoner, Zélida i Konung för en dag, Den sköna Galathea, Lilla helgonet, Laura i Tiggarstudenten, Rosalinda i Läderlappen, Paula i Namnkunniga fruar och Lotten von Wollf i Ett ungkarlshem.
Hon var från 1884 gift med skådespelaren Fredrik Stenfelt (1851–1929). De är begravda på Skogskyrkogården i Stockholm.

## Teater

### Roller (ej komplett)
| År   | Roll          | Produktion                                                 | Regi | Teater                     |
| ---- | ------------- | ---------------------------------------------------------- | ---- | -------------------------- |
| 1882 | Livietta      | Carbonanerna Carl Zeller och Moritz West                   |      | Mindre teatern             |
| 1889 | Paula Hartwig | Namnkunniga fruar Franz von Schönthan och Gustav Kadelburg |      | Svenska teatern, Stockholm |

### Fotnoter
1. ↑  Sveriges dödbok 1901–2009, DVD‐ROM, Version 5.00, Sveriges Släktforskarförbund (2010): Stenfelt, Edit Alma Natalia
(18591223)
Rote 10?
2. ↑  SvenskaGravar
3. ↑  ”Teaterannons”. Dagens Nyheter:  s. 3. 23 november 1882. http://arkivet.dn.se/arkivet/tidning/1882-11-23/5448/3. Läst 8 augusti 2015.
4. ↑  ”Teater och Musik”. Dagens Nyheter:  s. 2. 13 februari 1889. http://arkivet.dn.se/arkivet/tidning/1889-02-13/7340/2. Läst 29 juli 2015.